# مایکل اندرو
مایکل اندرو (انگلیسی: Michael Andrew؛ زادهٔ ۱۸ آوریل ۱۹۹۹) شناگر اهل ایالات متحده آمریکا است.
وی در مسابقات کشوری و بین‌المللی در مجموع برندهٔ ۱۱ مدال طلا، ۷ مدال نقره، ۴ مدال برنز شده‌است.